# Рогутько, Павел Александрович
Павел Александрович Рогутько (27 августа 1927, Ивот, Харьковский округ — 10 января 1995, Шостка, Сумская область) — советский хозяйственный, государственный и политический деятель, Герой Социалистического Труда (1971).

## Биография
Родился в 1927 году в селе Ивот. Член КПСС с 1952 года.
С 1954 года — на хозяйственной, общественной и политической работе. В 1954—1987 гг. — аппаратчик цеха изготовления кинофотоосновы, бригадир цеха магнитных лент Шосткинского химического комбината/Шосткинского производственного объединения «Свема» имени 50-летия СССР Министерства химической промышленности СССР в Сумской области Украинской ССР.
Указом Президиума Верховного Совета СССР от 20 апреля 1971 года присвоено звание Героя Социалистического Труда с вручением ордена Ленина и золотой медали «Серп и Молот».
Делегат ХХIV съезда КПСС.
Умер в Шостке в 1995 году.